# فنگوآ
فنگوآ (به لاتین: Fangaua) یک منطقهٔ مسکونی در تووالو است که در نوکولائه‌لائه واقع شده‌است. فنگوآ ۰٫۲۷۷ کیلومتر مربع مساحت و ۳۴۷ نفر جمعیت دارد.